# Miguel Calmon du Pin e Almeida

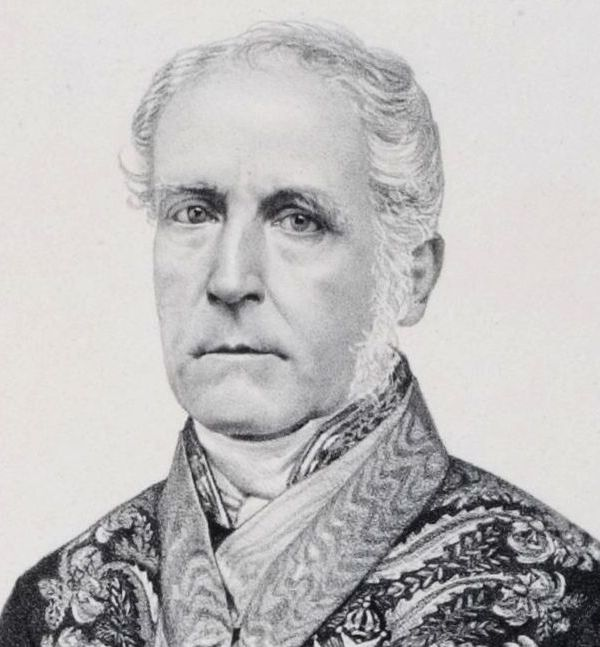
Miguel Calmon du Pin e Almeida, Marquês de Abrantes (1861)

Miguel Calmon du Pin e Almeida, Marquês de Abrantes (* 26. Oktober 1796 in Santo Amaro, Bahia; † 13. September 1865 in Rio de Janeiro) war ein Politiker im Kaiserreich Brasilien, der unter anderem mehrfach Außenminister sowie zwischen 1838 und seinem Tode 1865 Senator des Kaiserreichs Brasilien war.

## Leben
Miguel Calmon du Pin e Almeida absolvierte ein Studium der Rechtswissenschaften an der Universität Coimbra, das er 1821 abschloss. Bereits im darauf folgenden Jahr wurde er 1822 erster Sekretär des kommissarischen Regierungsrates der Provinz Bahia und übte dieses Amt bis 1823 aus. 1827 wurde er Mitglied der Abgeordnetenkammer (Câmara dos Deputados), der er zunächst bis 1833 angehörte. Am 20. November 1827 übernahm er erstmals das Amt des Finanzministers (Ministro da Fazenda), das er bis zum 15. Juni 1828 innehatte. Er fungierte zwischen dem 25. September 1828 und dem 4. Dezember 1829 abermals als Finanzminister sowie im Anschluss vom 4. Dezember 1829 bis zum 23. September 1830 erstmals als Außenminister (Ministro das Relações Exteriores). Das Amt des Finanzministers bekleidete er erneut zwischen dem 19. September 1837 und dem 16. April 1839 und war von 1838 bis 1840 erneut Mitglied der Abgeordnetenkammer.
In der vierten Legislaturperiode wurde Almeida 1840 erstmals Senator des Kaiserreichs Brasilien und gehörte dem Senat bis zu seinem Tode in der 12. Legislaturperiode 1865 an. Er bekleidete vom 23. März 1841 bis 20. Januar 1843 wieder das Amt des Finanzministers und wurde 1849 als Visconde de Abrantes in den Adelsstand erhoben. 1854 wurde er zudem zum Marquês de Abrantes erhoben. Zuletzt fungierte er vom 30. Mai 1862 bis zum 15. Januar 1864 wieder als Außenminister.
Für seine Verdienste wurde ihm ferner der Orden der Rose (Imperial Ordem da Rosa), der Kaiserliche Orden vom Kreuz (Ordem Imperial do Cruzeiro), der Orden unserer lieben Frau von Vila Viçosa (Ordem de Nossa Senhora da Conceição de Vila Viçosa), der Ritterorden der hl. Mauritius und Lazarus (Ordine dei SS. Maurizio e Lazzaro) sowie der Leopoldsorden verliehen.